# Lucius Cornelius Sisenna
Lucius Cornelius Sisenna, född 120 f.Kr., död 67 f.Kr., var en romersk historieskrivare och pretor. 
Sisenna skrev Historiæ, ett huvudarbete över den sullanska tiden. Författaren Cicero uttryckte till en viss grad sin uppskattning av arbetet för dess stil. En annan romersk historiker, Sallustius, både berömde och härmade Sisenna. Sisenna skrev även en novellsamling, Milesiæ; den var en översättning från grekiskt original.